# 王同愈

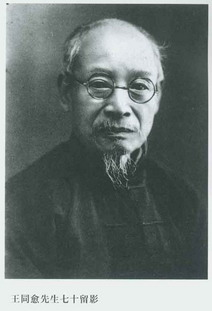
王同愈七十歲留影

王同愈（1855年—1941年），字文若、勝之，別号栩緣，江蘇蘇州府元和縣人，晚清政治人物，中國近代書畫家。

## 生平
光緒十一年（1885年）乙酉科順天鄉試舉人，光緒十五年（1889年）己丑科進士，同年五月改翰林院庶吉士。光緒十六年（1890年）四月散館授編修。歷任湖北學政、江西提學使。光緒三十一年（1905年）任江蘇學務縂會副會長，三十二年至三十四年（1906-1908年）擔任江蘇教育總會副會長。辛亥革命後隱居。晚年定居上海。

## 著作
工書畫篆刻，藏書數萬冊。著有《栩緣隨筆》、《栩緣日記》、《栩緣詩文集》、《選硯芻言》等。

## 家族
先世為金華籍，明初遷吳。十一世叔祖王庭為嘉靖二年（1523年）癸未科進士，以賢達聞名，人稱“陽湖先生”；王庭子即王同愈十世叔祖王敬臣（字以道）以仁孝聞名，與王同愈十世祖王智（字達先）以鄉居講學為業，蘇州平江路大儒巷即以紀念王敬臣德行命名。曾祖王茂興（字逸園）為太學生；祖父王乃熙（字春臺）為元和縣庠生；父王賡伯（字魯三）為元和縣廩生。母為吳縣增生陳泂女。王賡伯有四子：長子王同恩（字銘之）為元和縣廩生；次子王同懋（字勉之），官至湖南澧州直隸州知州，精通繪畫，為著名版本學家、原上海圖書館館長顧廷龍外祖父；三子王同慰（字安之）為候選巡檢。王同愈為第四子。
王同愈夫人為元和縣廩生蔣德慶女蔣壽貞（字靜婉）。有四子：長子王懷琛為工程師、煉鋼專家；次子王懷瑬（號肅亮）為工程師，在1949年前赴台灣；三子王懷璆（1919-？）為工程師，長期在四川工作；四子王懷璞（1923-？）在1949年前赴台灣，曾任印刷機械製造廠廠長。四女：長女王懷琬嫁顧瀚昌，為顧翼東母親；次女王懷琮嫁貝祖淵，為貝聿銘嬸母；三女王懷璧；四女王懷玗。